# Национальный совет по аккредитации испытательных и калибровочных лабораторий
Национальный совет по аккредитации испытательных и калибровочных лабораторий является самостоятельным и единственным органом при Министерстве науки и технологии правительства Индии, ответственным за оценку качества и технической компетентности испытательных и калибровочных лабораторий.
Для аккредитации лаборатории должны быть юридически идентифицированы и надлежащим образом зарегистрированы. Они также могут быть частью большой организации или независимого органа.